# Bâtiment situé 10 rue Kralja Petra I à Sombor
Le bâtiment situé 10 rue Kralja Petra I à Sombor (en serbe cyrillique : Зграда у Ул. Краља Петра I бр. 8 у Сомбору ; en serbe latin : Zgrada u Ul. Kralja Petra I br. 8 u Somboru) est situé à Sombor, dans la province de Voïvodine et dans le district de Bačka occidentale, en Serbie. Il est inscrit sur la liste des monuments culturels de grande importance de la république de Serbie (identifiant no SK 1250).

## Présentation
L'immeuble résidentiel de la famille Konjović a été construit en 1913 selon des plans de l'architecte de Budapest Sándor Herczegh réalisés en 1912. Le bâtiment a été édifié pour David Konjović.
Le bâtiment, constitué d'un rez-de-chaussée et de deux étages, s'inscrit dans un plan suivant la lettre cyrillique « П », avec une aile centrale en creux et deux ailes latérales en saillie. L'ensemble est caractéristique du style Sécession. La façade sur rue est ornée de pilastres et de pignons au sommet arrondi ; en plus des motifs géométriques sur les portes et les clôtures, la façade centrale est décorée de cercles stylisés, de rectangles et d'ellipses, tandis que les saillies latérales sont ornées de volutes.
Le peintre Milan Konjović a vécu dans cette maison.